# حاجی‌آباد بستیجیان
حاجی‌آباد بستجان روستایی در دهستان حومه بخش مرکزی شهرستان دامغان استان سمنان ایران است.

## جمعیت
بر پایه سرشماری عمومی نفوس و مسکن در سال ۱۳۹۵ جمعیت این روستا ۱۶۳ نفر (در ۵۷ خانوار) بوده است.این روستا همچنین زادگاه علیرضا منصوریان می باشد .